# Gracupica contra
El estornino pío (Gracupica contra) es una especie de ave paseriforme de la familia Sturnidae nativa del subcontinente indio y el sudeste asiático. Se encuentra generalmente en grupos pequeños, principalmente en llanuras y colinas bajas. A menudo se ven en las ciudades y pueblos, aunque no es tan intrépido como el miná común (Acridotheres tristis).

## Subespecies
Existen varias variaciones en el plumaje en las poblaciones y se han reconocido cinco subespecies:
- G. c. contra (Linnaeus, 1758)
- G. c. floweri (Sharpe, 1897)
- G. c. jalla (Horsfield, 1821)
- G. c. sordidus (Ripley, 1950)
- G. c. superciliaris (Blyth, 1863)